# Pačva
Pačva (mađ. Ipacfa) je selo u južnoj Mađarskoj.
Zauzima površinu od 6,01 km četvorni.

## Zemljopisni položaj
Nalazi se na 45° 50' 5" sjeverne zemljopisne širine i 18° 12' 12" istočne zemljopisne dužine. Nalazi se 4,5 km sjeverno od Drave i granice s Republikom Hrvatskom.  Najbliža naselja u RH su Donji Miholjac, 8 km prema jugozapadu.
Susjedna sela su: 1 km zapadno je Kovačida, 1,5 km sjeverozapadno je Marva, 1,5 km sjeverno-sjeveroistočno je Teriđ, 2 km sjeveroistočno je Harkanj, Grdiša je 3,5 km, a Maća je 5 km jugoistočno, Saboč je 2 km južno, Palkanja i Čeja su 3 km jugozapadno.

## Upravna organizacija
Upravno pripada Šikloškoj mikroregiji u Baranjskoj županiji. Poštanski broj je 7847.

## Povijest
U dokumentima se Pačva prvi put spominje 1554., ali je vrlo vjerojatno da je postojala i prije. Neki autori povezuju prvo spominjanje ovog sela s 1237. godinom. Iz tog razdoblja je zabilježen toponim Iszró u južnom dijelu današnje Pačve. Kasnije je ostalo zabilježeno u katastrima iz 1852. naziv Izro-, a na zemljovidima iz 1883. u obliku Iszró.
Iszró (Sztró) je nekad bilo selom južno od Pačve. Prvi spomeni su još iz 1177. godine. Pretpostavlja se da je uništeno za tatarske invazije. Pačva se kasnije raširila na mjesto nekadašnjeg sela Isztra.
Pačva je 1554. u izvorima zabilježena kao Ipacsfalu.
Za vrijeme turske vlasti nije opustjela, za razliku od brojnih sela u južnoj Ugarskoj.

## Promet
Sjeverno od sela prolazi željeznička pruga Šeljin-Harkanj-Viljan.

## Stanovništvo
Pačva ima 219 stanovnika (2001.). Mađari su većina. 47% su rimokatolici, 43% su kalvinisti te ostali.

## Vanjske poveznice
- Pačva na fallingrain.com